# آرشي هندرسون
آرشي هندرسون هو لاعب هوكي الجليد كندي، ولد في 17 فبراير 1957 في كالغاري في كندا.

## وصلات خارجية
- آرشي هندرسون على موقع دوري الهوكي الوطني (الإنجليزية)
- آرشي هندرسون على موقع قاعة مشاهير الهوكي (لاعب أن.إتش.أل) (الإنجليزية)
- آرشي هندرسون على موقع EliteProspects.com (الإنجليزية)
- آرشي هندرسون على موقع HockeyDB.com (الإنجليزية)
- آرشي هندرسون على موقع Hockey-Reference.com (الإنجليزية)